# Medmassa lingshui
Espèce
Medmassa lingshui est une espèce d'araignées aranéomorphes de la famille des Corinnidae.

## Distribution
Cette espèce est endémique de Hainan en Chine. Elle se rencontre dans le xian de Lingshui.

## Description
Le mâle holotype mesure 6,30 mm.

## Systématique et taxinomie
Cette espèce a été décrite par Lu et Li en 2023.

## Étymologie
Son nom d'espèce lui a été donné en référence au lieu de sa découverte, le xian de Lingshui.

## Publication originale
- Lu, Chu, Lin, Pham, Li & Yao, 2023 : « Two new genera and five new species of Corinnidae Karsch, 1880 (Arachnida, Araneae) from China and Vietnam. » ZooKeys, vol. 1165, p. 17-42 (texte intégral).